# Gymnopleurus koenigi
Gymnopleurus koenigi är en skalbaggsart som beskrevs av Fabricius 1775. Gymnopleurus koenigi ingår i släktet Gymnopleurus och familjen bladhorningar. Inga underarter finns listade i Catalogue of Life.